# Vitam inpendere vero
Vitam inpendere vero è una locuzione latina che si traduce con «Dedicare la vita alla verità» inteso come mettere a rischio la propria vita per amore di verità.
È una famosa espressione di Giovenale (4,91) cara anche a Rousseau, e fu incisa sulla sua tomba a Ermenonville. Fu usata nella forma Vitam impendere vero come motto del giornale di Marat L'Ami du peuple durante la Rivoluzione francese.